# Geirröd

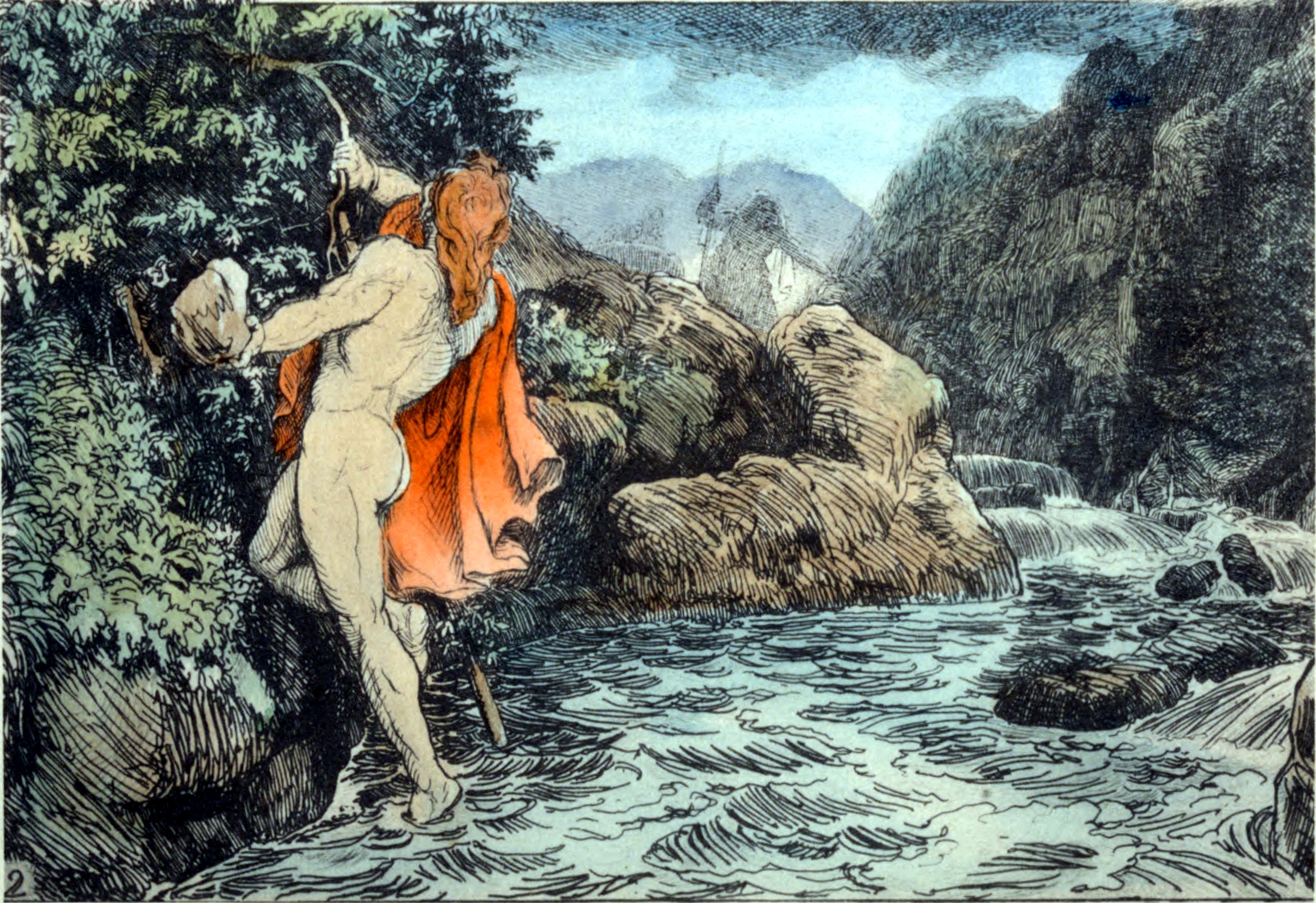
Le voyage de Thor vers Geirrodsgard. Þórr se rend à Geirröðargarðar, comme le raconte le Þórsdrápa et l'Edda de Snorri. Il est suspendu à un arbre de sorbier, se préparant à lancer un rocher sur la géante en amont.

Geirröd (Geirrøðr en vieux norrois) est un géant (jötunn) dans la mythologie nordique. Il est le père des deux géantes Gjálp et Greip. Son histoire est racontée dans l'Edda de Snorri écrite par Snorri Sturluson au XIIIe siècle. Geirröd haïssait Thor. C'est pourquoi il captura Loki, qui était venu chez lui sous la forme d'un faucon, et lui demanda d'apporter Thor à son château, sans sa ceinture ni son marteau magiques. Loki accepta de mener Thor dans ce piège. Cependant, Gríðr, une géante, révéla le piège à Thor et lui donna ses gants de fer, sa ceinture magique et son baton. Thor se rendit au château et tua Geirröd.